# Helen M. Walker
Helen Mary Walker (1er décembre 1891 à Keosauqua, Iowa - 15 janvier 1983 à Teaneck, New Jersey) est une statisticienne et une chercheuse en éducation, et la première femme présidente de la Société américaine de statistique lorsqu'elle est élue en 1944. De 1949 à 1950, elle est également présidente de l'American Educational Research Association et siège à la Young Women's Christian Association de 1936 à 1950.
Elle enseigne dans de nombreuses universités à travers les États-Unis et au Japon, au Chili et au Mexique. Au Teachers College de l'université Columbia, son alma mater, elle est chargée de cours en statistiques à partir de 1925. Elle gravit les échelons professionnels et est finalement professeure titulaire d'éducation de 1940 à 1957. Walker reçoit le titre de professeur émérite à sa retraite en 1957.
En son honneur, Columbia offre le «Fonds de bourses d'études Helen M. Walker en statistique» en 2012 aux étudiants qui poursuivent des études supérieures et prévoient d'enseigner les statistiques.

## Biographie
Elle est diplômée de l'Iowa Wesleyan College en 1912 avec un baccalauréat en philosophie, puis enseigne les mathématiques au secondaire pendant neuf ans. Après avoir obtenu une maîtrise au Columbia University Teachers College, elle enseigne à l'Université du Kansas en tant qu'assistante puis professeure associée de mathématiques et à l'Université de Londres. Elle obtient son doctorat de Columbia en 1929 avec une thèse intitulée "Studies in the History of Statistical Method". Pour cette thèse, elle contacte directement Karl Pearson pour lui demander son avis sur la manière dont il aimerait être représenté.
Elle obtient un diplôme en droit en 1942 de l'Iowa Wesleyan College. Elle prend sa retraite de l'Université de Columbia en 1957. Elle continue à enseigner après sa retraite : en tant que chargée de cours Fulbright au Chili en 1958 et chargée de cours à l'Université de Tokyo et à l'Université chrétienne internationale de 1958 à 1959. Elle est consultante pour l'Agence pour le développement international de l'Inde en 1961. Après avoir déménagé à Claremont, en Californie, elle enseigne brièvement au Pitzer College et à la Claremont Graduate School. Elle se retire complètement de l'enseignement en 1970. Résidente de Teaneck, New Jersey, elle y est décédée à l'âge de 91 ans à l'hôpital Holy Name.